# Rut Kohn
Rut Kohn (* 20. Februar 1937 in Třebušice bei Most, Tschechoslowakei als Rut Kohnová) ist eine tschechisch-deutsche bildende Künstlerin. 1967 emigrierte sie mit ihrem Mann und zwei Kindern nach Deutschland. Sie lebt und arbeitet im Rottal.

## Leben und Werk
Die Malerin Rut Kohn wuchs als eines von sechs Geschwistern in Prag auf. 1953 bis 1957 studierte sie an der pädagogischen Hochschule in Prag. Sie unterrichtete als Lehrerin in Karlsbad, später in Prag. Ihren Mann Pavel Kohn, Dramaturg, Journalist und Übersetzer, lernte sie in Karlsbad kennen. Da sie in den 1950er und 1960er Jahren politische Schikanen erfuhren, flohen sie 1967 mit zwei kleinen Kindern (Rachel und David) nach Deutschland. Dort konnte sie sich als Malerin und Illustratorin weiterentwickeln. 1983 hatte sie ihre erste große Ausstellung zu Franz Kafka, weitere Ausstellungen folgten.
Als 1990 der Eisernen Vorhang fiel, konnte sie auch in ihrer Heimat ausstellen. Vom tschechischen Staat erhielt sie 2006 für ihr Schaffen die Auszeichnung Bedeutende tschechische Frau in der Welt. 1991 erhielt sie den Seerosenpreis der Stadt München.
Neben Zeichnungen auf Papier, Aquarell- und Ölmalerei arbeitet Rut Kohn vor mit einer von ihr selbst entwickelten Technik mit Farbstiften auf Sperrholz. Das Holz als Malgrund wird in seiner Oberflächenzeichnung von der Künstlerin mit in den Gestaltungsprozess eingebunden. Die häufig in Zyklen gefertigten Stillleben, florale und literarische Allegorien und auch Figurendarstellung sind verschiedene ihrer Sujets mit einem geheimnisvollen Realismus. Von 2004 bis 2012 gestaltete Rut Kohn den gesamten Innenraum der Kapelle in Grillenöd mit einem ihr eigenen Kosmos aus.
Ein weiterer Bestandteil ihres künstlerischen Schaffens sind Buch- und Kalenderillustrationen. Sie illustrierte u. a. die deutsche Ausgabe von Johann Amos Comenius Das Labyrinth der Welt,  die Bücher Hände Goliaths von Milos Horansky und den Gedichtband ihres Mannes Wie oft ist die dunkle Wolke über uns hinweggeflogen. Sie initiierte und illustrierte die zweisprachige Ausgabe Blumenstrauß, eine Sammlung alter böhmischer Balladen, erschienen 2011 im Verlag Karl Stutz, Passau, das wohl bekannteste Werk des tschechischen Dichters, Schriftstellers und Historikers Karl J. Erben (1811–1870). Drei dieser Bücher wurden vom deutsch-tschechischen Zukunftsfonds unterstützt. Die Bilder Rut Kohns sind keine Illustrationen. Comenius und Kafka bilden eher den Nährboden für eigene Erfahrungs- und Lebenswelten, die in ihre Zeichnungen einfließen.
Rut Kohns Werke befinden sich in den Bayerischen Staatsgemäldesammlungen München und bei privaten Sammlern.
Ausstellungen und Ausstellungsbeteiligungen u. a. in: Basel, Berlin, Burghausen, Deggendorf, Eggenfelden, Erlangen, Ingolstadt, Innsbruck, Kloster Asbach, Kuttenberg, Landshut, München, Marienbad, Neuburg/Inn, Paris, Passau, Pfarrkirchen, Písek, Prag, Salzburg, Stuttgart, Zürich

## Publikationen/Buchillustrationen
- Das Buch in Deutsch: Johann Amos Comenius: Das Labyrinth der Welt und andere Meisterstücke, Deutsche Verlagsanstalt München, Klaus Schaller (Hrsg.), 2004, ISBN 3-421-05256-5.
- Karel Jaromír Erben: Der Blumenstrauß. Illustriert von Rut Kohn, mit einem Nachwort von Pavel Kohn (Originaltitel: Kytice übersetzt von Eduard Albert und Marie Kwaysser), Stutz Verlag, Passau 2011, ISBN 978-3-88849-152-8.
- Pavel Kohn: Wie oft ist die dunkle Wolke über uns hinweggezogen. Kolikrát přešel mrak: Aus den Jugendjahren 1945–1949 (zweisprachige Neuauflage Tschechisch-Deutsch), übersetzt, bearbeitet und herausgegeben von Jan Picman, Rachel Kohn, Rut Kohn und Georg Thuringer, lichtung verlag, Viechtach 2020, ISBN 978-3-941306-95-0.
- Milos Horansky: Die Hände Goliaths Gedicht. Mit einem Essay von Pavel Kohn. Aus dem Tschechischen von Pavel Kohn. Mit Illustrationen von Rut Kohn, Stutz Verlag, Passau 2008, ISBN 978-3-88849-134-4.

## Auszeichnungen
- 1986 Blockbeitrag, Haus der Kunst, München
- 1988 Graphikpreis, Haus der Kunst, München
- 1991 Seerosenpreis der Stadt München
- 2006 Auszeichnung vom tschechischen Staat für ihr Schaffen: Bedeutende tschechische Frau in der Welt